# Parepilysta granulipennis
Parepilysta granulipennis là một loài bọ cánh cứng trong họ Cerambycidae.